# جان روزنتال
جان روزنتال (بالإنجليزية: Jean Rosenthal)‏ هي مصممة إضاءة أمريكية، ولدت في 1906 في نيويورك في الولايات المتحدة، وتوفيت في 1993 بسبب سرطان.

## وصلات خارجية
- جان روزنتال على موقع قاعدة بيانات برودواي على الإنترنت (الإنجليزية)